# Träning

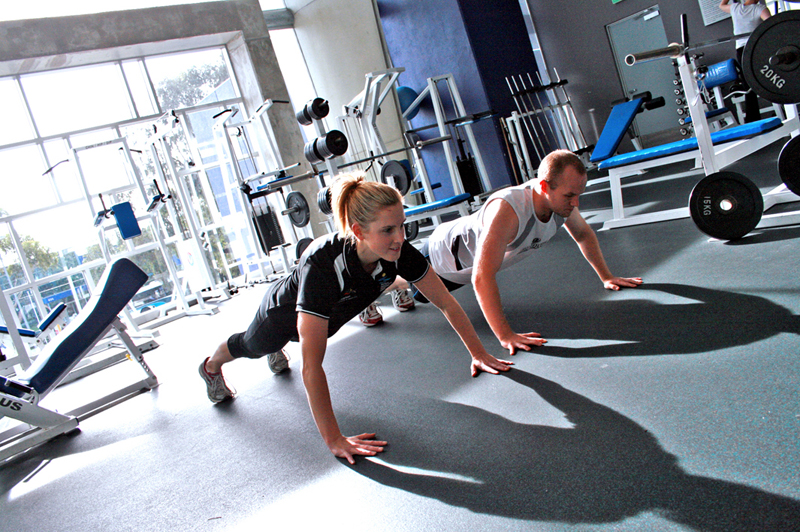
Armhävningar.

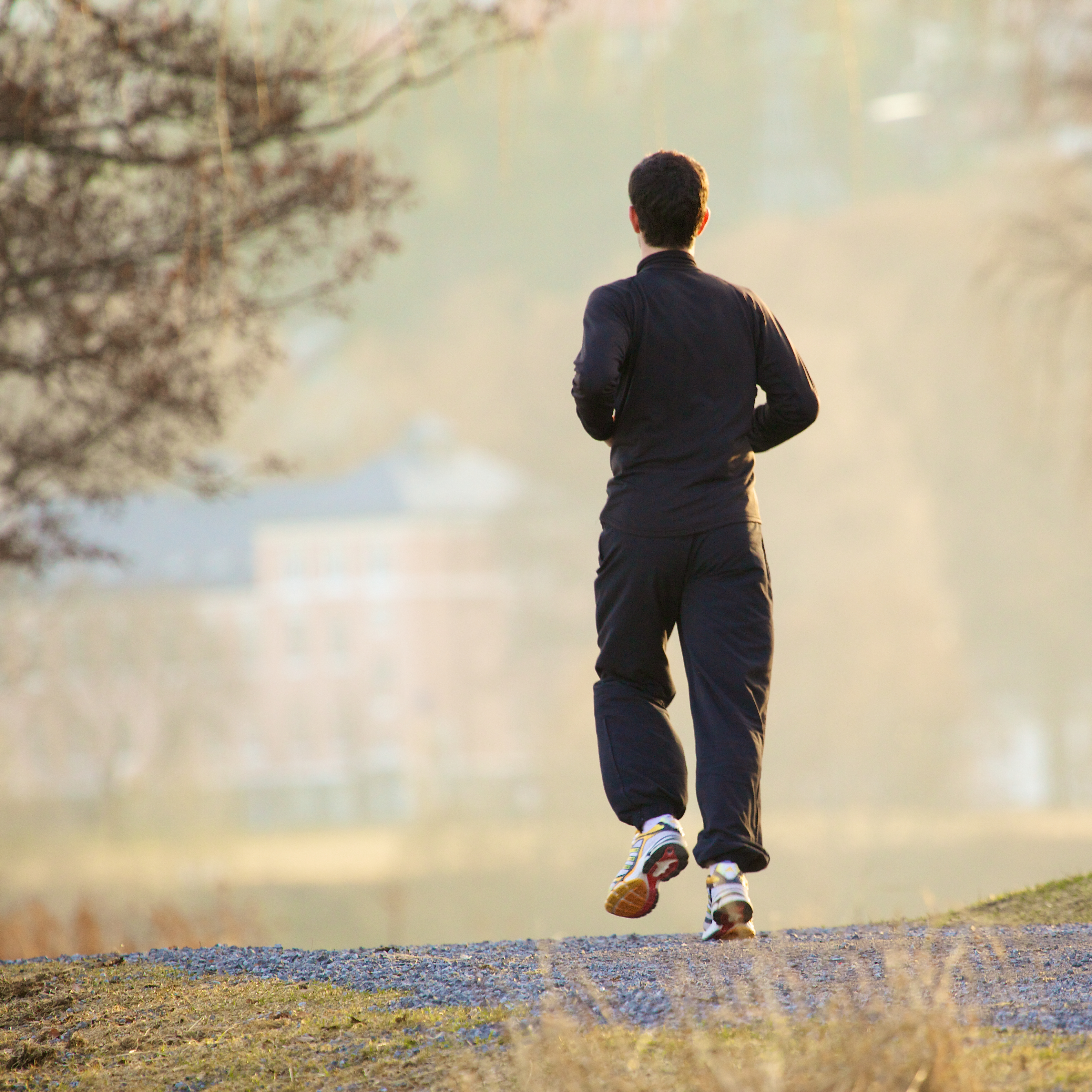
Joggning.

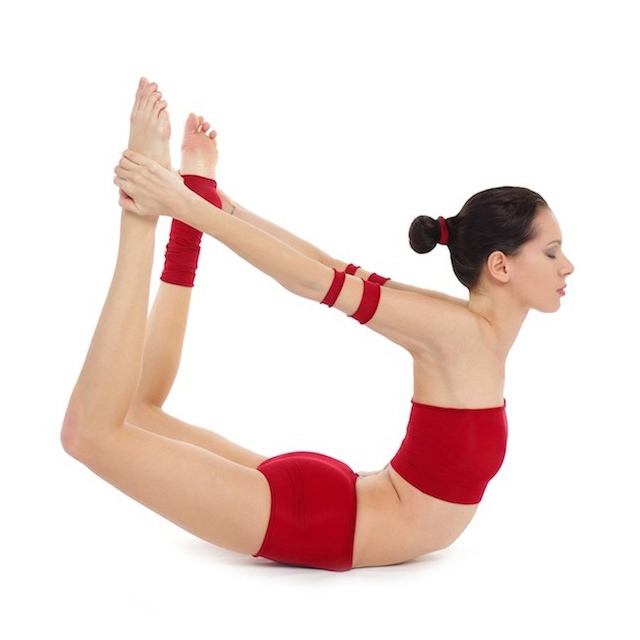
En yoga-övning.

Träning och övning är metodiskt utövande och praktiserande i syfte att förbättra eller hålla en färdighet. Ofta avses fysisk träning, men det kan även vara mental träning. Fysisk träning leder till och avser ofta att öka muskelstyrka, balans och kondition. Att förbättra hälsan eller bli bättre i en idrottsgren är också vanliga och önskvärda effekter. Sådan träning kan indelas i funktions-, styrke- och motionsträning. Andra typer av träningsinriktningar kan vara del i behandling hos sjukgymnast, motionsträning och yrkesmässig elitträning. Fysisk aktivitet är ett bredare begrepp än träning. Lågintensiv muskelaktivitet och energiomsättning som långsamma promenader och hushållssysslor brukar räknas som fysisk aktivitet men är inte detsamma som träning. Sådant som power walking och stavgång brukar dock räknas som träning.
Träningspass inleds ofta med uppvärmning och avslutas ofta med stretching. Kroppens motoriska inlärning vid träning ökar ju mer strukturerat och analytiskt den som tränar förhåller sig till målsättningar och utvärderingar av sin prestation.
Träning kan ha viktminskande effekt eftersom all aktivitet förbränner energi. En person med allvarliga sjukdomar kan behöva träna anpassat, eller inte alls, beroende på vad det är för sjukdom. Sjukgymnast/fysioterapeut eller läkare bör konsulteras innan träning påbörjas. Det finns en lång rad sjukdomar som kan påverkas positivt med träning, till exempel artros.

## Förutsättningar
Träning förutsätter att kroppen har kapaciteten att svara på ansträngningen. Musklerna måste ha tillgång till syre och näringsämnen. Musklerna måste ha förmågan att tillgodogöra sig syret och metabolisera näringsämnena för att tillverka rörelseenergi. Vidare måste skelett, leder, brosk och senor fungera för att rörelser ska kunna utföras och för att rörelser inte ska skada kroppen. Att reagera på träning med smärta eller orkeslöshet kan bero på att personen är otränad och borde träna mer, men kan också vara ett tecken på att personen lider av en sjukdom.

## Hälsoeffekter
Fysisk aktivitet gör att kroppens celler behöver mer syre. För att förse dem med det måste blodet pumpas runt snabbare och syresättas i högre hastighet. Detta leder till att träning ökar andningsfrekvens och hjärtfrekvens. När blodet pumpas snabbare ökar kroppstemperaturen, och för att sänka den börjar man svettas.
Träning är en stressor som belastar cellerna, t.ex. muskelcellerna, vilket är varför flera celler bryts ner under själva träningen. Efter träningen sker en återhämtning, och då försvarar kroppen sig mot framtida belastning genom att superkompensera, det vill säga bygga upp celler där det varit cellnedbrytning. På så sätt byggs muskler upp. Återhämtning är därför viktig för att träningen inte ska vara destruktiv.
Ytterligare en form av superkompensation och anpassning sker genom att intensiv träning ofta ger bestående större hjärtmuskel (så kallat idrottshjärta), mer hemoglobin, större fysisk arbetskapacitet (PWC170:s) och lägre vilopuls. Dock kan vissa medelålders män få något minskad hjärtmuskel. En 20-årig uppföljning på åldrande friidrottare har visat att långvarig hård, fysisk träning inte har någon påverkan på maxpulsen, som sjunker med stigande ålder. Däremot har träningen effekt på syreupptaget som blir mindre nedsatt med åldern hos den som tränat intensivt. Mängden kroppsmassa som inte utgörs av fett, minskar alltid med stigande ålder, men minskar mindre för dem som tränat hårt än dem som tränat lite eller inget alls, och benmineraltätheten består. De som tränat ben hade bevarad benstyrka, och de som tränat armar hade bevarad armstyrka, mellan åldrarna 60 och 89 år. Träning brukar rekommenderas för att minska risken att drabbas av osteoporos, på grund av att bentätheten ökar. Mycket intensiv aerob träning kan dock minska östrogennivåerna, vilket dock får motsatt effekt på bentätheten.
Hård fysisk träning antas kunna orsaka menstruationsstörningar. Flickor som tränar hårt kan möjligen få något försenad menarche. Under extra intensiva träningsperioder har bortåt 20 % yngre idrottskvinnor menstruationsstörningar, ibland amenorré, medan andra källor hävdar att i vissa grenar (gymnastik) drabbas 70 % av amenorré, och att detta delvis hänger samman med minskad mängd kroppsfett och ökad psykisk stress. Eftersom den endokrina bilden (hypoöstrogenism, hyperandrogenism, etc) av försenad menarche och menstruationsstörningar, inte särskiljer dem som tränar intensivt från dem som inte gör det men också har det, är det dock inom idrottsmedicinen kontroversiellt att hävda att det finns ett samband. Kvinnor som tränar oxiderar mindre kolhydrater och protein och mer fett än män av uthållighetsträning, vilket tycks bero på och korrelera med nivåerna östradiol. Skillnaden mellan könens förbränning gäller endast under ett träningspass.

### Hormonell påverkan
Under träningspasset sker en kraftig hormonell förändring. Detta beror på att hormonerna anpassar kroppen till den fysiska påfrestningen. Det direkta syftet, under passet, är att förse kroppens celler med mera energi. Den hormonella påverkan har åtminstone fem funktioner: att öka aktiviteten i det sympatiska nervsystemet (jämför stressaxeln), att reglera omsättningen av kroppens energireserver, att upprätthålla kroppens vätske- och elektrolytbalans, att påverka reproduktiva funktioner, samt att bidra till tillväxt och utveckling. Hur stora och bestående de hormonella förändringarna är beror därför på träningens art, träningens varaktighet och dess intensitet.
Nivåerna av irisin, kortisol och prolaktin i serum stiger kraftigt och tämligen omedelbart av träning. Nivåerna irisin återställs inom 90 minuter efter träningspasset. Nivåerna kortisol och prolaktin sjunker emellertid till nivåer som är lägre än de var innan träningen. Studier på maratonlöpare har visat förhöjda nivåer prostaglandiner efter loppet.
Under träningspass ökar nivåerna av adrenalin, noradrenalin, testosteron och östradiol i proportion till träningspassets intensitet, hos yngre män. Insulin ökar under anaerob uthållighetsträning men minskar av aerob träning. Också nivåerna tillväxthormon ökar, för män framför allt av långvarig, hård träning. Under ett träningspass ses vidare förändringar i aktiviteten på adipocytokinerna.
Hos yngre kvinnor är ökningen av tillväxthormon vid hård träning mindre än för yngre och medelålders män, men hos äldre kvinnor och äldre män uteblir denna ökning. Det finns studier som kommit fram till att kvinnors nivåer testosteron och kortisol är oförändrade av hård träning, medan andra studier tvärt om visat att nivåerna testosteron - samt könshormonbindande globulin - ökar av hård träning, men att ökningen är övergående. Förutom tillväxthormon, ökar också IGF-1 av träning hos kvinnor i fertil ålder, i relation till nivåerna av östrogen i menstruationscykeln. Kvinnors nivåer adrenalin och noradrenalin ökar mindre än för män. Kvinnor som passerat menopaus får bestående sänkta nivåer östradiol och östron av att börja träna. Vältränade kvinnor får också en märkbar sänkning av progesteron.
En meta-analys publicerad 2021, undersökte hur hormonella fluktuationer under menstruationscykeln påverkar muskelskador och återhämtning efter träning. Studien granskade och analyserade data från 19 artiklar för att bedöma träningsinducerad muskelskada (EIMD) hos kvinnor med normal menstruationscykel. Resultaten indikerade att det finns signifikanta skillnader vad gäller träningsvärk och styrkeförlust mellan olika faser av menstruationscykeln. Dessa resultat tyder på att hormonfluktuationer kan ha en betydande inverkan på träningens fysiologiska effekter. Studien föreslår att lägre träningsbelastningar eller att längre återhämtningsperioder kan övervägas under den tidiga follikelfasen (EFP), när hormonkoncentrationerna är lägre då kvinnor kan vara mer sårbara för muskelskador. Å andra sidan kan styrketräningsbelastningen ökas under den mittenluteala fasen (MLP). 

### Träning och ämnesomsättning
Träning, liksom mildare fysisk aktivitet, ökar energiförbränningen, detta leder dock oftast inte till viktnedgång på sikt då kroppen tenderar att kompensera för detta på olika sätt. Under aerob träning ökar ämnesomsättningshormonerna T4 och T3, samtidigt som TSH också stiger. Ju intensivare träning, desto mer ökar ämnesomsättningen under träningspasset. Denna effekt på ämnesomsättningen varar någon timme. Vid upprepad träning reagerar sköldkörteln, som bildar ämnesomsättningshormonerna. Dock kan inte träning, hur intensiv den än må vara, leda till hypertyroidism (sjukligt hög ämnesomsättning) under vila. Högre ämnesomsättning har ett direkt samband med högre kroppstemperatur, högre hjärtfrekvens och högre blodtryck. Hos vältränade personer fortsätter TSH att vara hög (vilket brukar innebära lägre ämnesomsättning) flera dagar efter träning, men T4 och T3 sjunker (vilket också innebär lägre ämnesomsättning) dagen efter träning och återställs inte förrän efter fyra dagar, detta hos vältränade män, vilket alltså innebär att basalomsättningen sjunker av träning.
Det finns emellertid äldre studier på maratonlöpare där tyroxin- och trijodtyroninnivåerna är oförändrade efter loppet.

### Effekt vid tillstånd

#### Menssmärta
Menssmärta eller primär dysmenorré är vanligt och kan påverka personens liv genom sjukfrånvaro och personligt lidande. Globalt upplever cirka 70 procent av alla unga kvinnor att dysmenorré minskar livskvaliteten och som följd kan det påverka utbildnings- och prestationsförmågan. Fysisk aktivitet skulle kunna lindra smärta genom flera olika mekanismer, som att hormonnivåerna minskar och blodflödet ökar. I en kommentar till en vetenskaplig översikt från 2019, fann Statens beredning för medicinsk och social utvärdering, att fysisk aktivitet möjligen kan lindra menssmärta. Den studerade fysiska aktiviteten varade i 45 till 60 minuter och utfördes två till tre gånger i veckan. Det spelade ingen roll om träningsintensiteten var hög eller låg.

## Sommarträning och vinterträning
Sommarträning kallas ishockeyspelarnas träning om somrarna, mellan säsong. 
Träningen består ofta av bland annat bollspel, löpning och styrketräning. Även inlinehockey kan förekomma. Innan seriespelet ersätts sommarträningen av isträning, och innan träningsmatch. För pojk- och flicklag brukar sommarträning inte förekomma förrän tonåren, så att man också även skall kunna satsa på andra sporter.

## Överdriven träning
Vissa personer kan få ett överdrivet starkt behov av träning (ett träningsberoende), som oftast är baserat på en extremt stor lust för endorfiner, ensidigt fokus på att göra av med kalorier, eller på grund av ångest. Även flera träningspass per dag kan kännas otillräckligt för dessa personer. Suget efter att prestera mer ökar ju mer personen tränar vilket kan leda till olika ätstörningar. Träningsberoende ingår ofta som symtom i olika ätstörningar . Om det är en ätstörning som triggar träningsberoendet så betecknas träningsberoendet som sekundärt träningsberoende, om det istället är känslan av träningen i sig som triggar träningsberoendet så betecknas träningsberoendet som primärt träningsberoende.
Vid hård träning börjar kroppen producera en stor mängd endorfin och personen känner att det går att prestera ytterligare och känner sig lyckligare vilket blir ett beroende. Vid vila från träningen kan panik eller ångest förekomma hos personen då rädsla för viktökning eller nedbrytning av muskler. Denna fixering av träning kan leda till att personen tar avstånd från umgänge för att bara kunna koncentrera sig på sin träning vilket senare även kan leda till depression.

## Träning i samband med musik
Sambandet mellan musik och fysisk aktivitet är ett omdiskuterat ämne, och huruvida fysisk prestation i olika former faktiskt på ett positivt sätt påverkas av musik är något som forskare länge sökt svar på. Vetenskapliga studier har visat att framförallt tempot i fysisk aktivitet som till exempel löpning har påverkats beroende på tempot på musiken i sammanhanget. Att lyssna på musik i samband med fysisk aktivitet har i studier bevisats ge utövaren ett tillskott av motivation och har även lett till bättre prestationer då utövaren slutar fokusera på den jobbiga, fysiska ansträngningen, lättare klarar av att tänka på annat, och på så sätt presterar bättre. Exempelvis har musik med hög frekvens i vetenskapliga studier visats höja både motivationen såväl som prestationen för löpare som springer i ett relativt långsamt tempo, men däremot visat att den optimala prestationen är oberoende av om aktiviteten utförs i samband med musik eller ej.

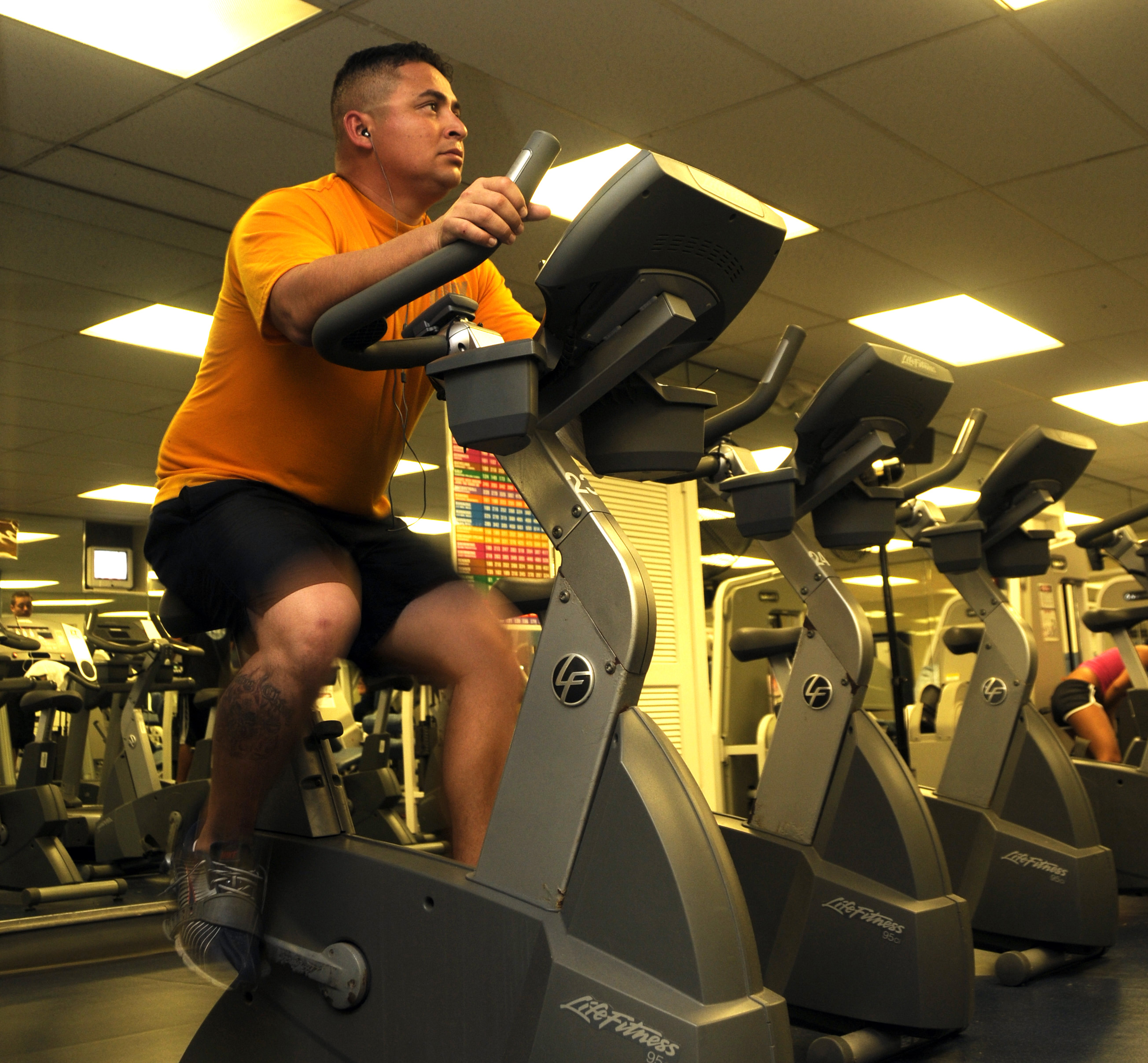
Många människor upplever att deras fysiska prestation påverkas positivt om de utför den fysiska aktiviteten i samband med musik.

Ett fenomen som observerats i ett antal olika vetenskapliga försök är att utövaren av den fysiska aktiviteten, framförallt konditionskrävande aktiviteter, exempelvis cykling eller löpning, ofta omedvetet börjar springa eller trampa i takt med musiken. Detta har i sin tur lett till att personer som lyssnar på högfrekvent musik, med just snabb takt, i samband med sin löp- eller cykelrunda, ofta omedvetet håller ett högre tempo än det tempo de annars håller vid samma aktivitet. Detta testades och påvisades genom att 20 frivilliga försökspersoner placerades på stationära träningscyklar, tillsammans med detta försågs även personerna med MP3-spelare vilka försetts med 13 olika låtar de valt ut. Deltagarna fick sedan cykla i en timme, i helt valfritt tempo och nivå, det vill säga på valfri växel. I ett senare försök fick försökspersoner utföra precis samma aktivitet, men denna gång utfördes övningen till ljudet av havsvågor. Den stora skillnaden jämfört med musik är att detta ljud av vågor inte höll något tempo alls, vilket gjorde det väldigt svårt för försökspersonerna att falla in i ett specifikt tempo och utföra aktiviteten i en särskild rytm. I studien som sedan redovisades av försöket visade det sig dels att hjärtats frekvens i genomsnitt steg från 133 till 146 slag per minut då musik lyssnades på i samband med aktiviteten, samt att det totala arbetet som utfördes då personerna lyssnade på musik var betydligt större än det arbete som utfördes då personerna lyssnade på ljudet av vågor.

## Tidig träning
Det finns huvudsakligen två teorier kring hur träning uppkom. Lekteorin grundade sig i att tidiga människor (jägarsamlare) tyckte om att leka. Jakten, som kan liknas vid lek, blev bättre desto mer människan lekte. En annan teori grundar sig i magi och var när man började imitera rörelserna som användes vid utförandet av magiska ritualer. Människorna upptäckte att ju mer de övade och imiterade rörelserna, desto bättre blev resultat av jakt. Mycket talar för att denna teori stämmer då många av de idrottsaktiviteter vi har idag har kopplingar till religiösa riter och ritualer. Ett exempel är olympiska spelen som från början var en gest för att hylla guden Zeus.
Det sättet vi överbelastar våra muskler för att se resultat idag finns det belägg för ha funnits redan under antiken. Dels finns det bevarade skrifter och målningar som visar på metoder som liknar den moderna. Legenden om Milos avslöjar att grekerna förstod hur man skulle göra för att få större muskler och ökad styrka. Legenden berättar om hur en pojke var tvungen att bära en tung tjur på sina axlar och i samband med det blev han starkare. Denna legend visar att hade insett att  överbelastning av muskler under en längre tid ledde till att musklerna förstorades. Grekerna förstod också att träningen behövde periodiseras och delas upp för att ge största möjliga effekt.
Träningen spelade en viktig roll i det medelhavs-antika samhället. Det fanns idrottsmän som tränade och antika gym, Palaestra, där man utövade boxning och brottning. Majoriteten av antikens män som tränade var rika med hög status, men det fanns även gladiatorspel där slavar, krigsfångar och ibland fria män tränades för att slåss mot djur och varandra. Träningens status och inflytande sjönk i samband med att de antika samhällena blev mer religiösa.